# فرانسينا فوكس
فرانسينا فوكس (بالإنجليزية: Francine Fox)‏ هي كاياكيرة أمريكية، ولدت في 16 مارس 1949 في واشنطن العاصمة في الولايات المتحدة.

## وصلات خارجية
- فرانسينا فوكس على موقع أوليمبيديا (الإنجليزية)